# Лопес, Ливан
Ливан Лопес Аскуй (исп. Liván López Azcuy, р.24 января 1982) — кубинский борец вольного стиля, призёр олимпийских игр и чемпионатов мира.

## Биография
Родился в 1982 году в Пинар-дель-Рио. В 2011 году выиграл Панамериканский чемпионат и завоевал золотую медаль Панамериканских игр, а также стал бронзовым призёром чемпионата мира. В 2012 году стал бронзовым призёром Олимпийских игр в Лондоне. На чемпионате мира 2013 года завоевал серебряную медаль. В 2014 году стал серебряным призёром Панамериканского чемпионата и бронзовым призёром чемпионата мира.